# Platyusa sonomae
Platyusa sonomae är en skalbaggsart som beskrevs av Thomas Casey 1885. Platyusa sonomae ingår i släktet Platyusa och familjen kortvingar. Inga underarter finns listade i Catalogue of Life.